# Garba Lawal
Garba Lawal (ur. 22 maja 1974 w Kadunie) – piłkarz nigeryjski grający na pozycji lewego pomocnika. Nosi przydomek „Chindo”.

## Kariera klubowa

### Początkowe lata kariery – Afryka
Lawal pochodzi z miasta Kaduna. Karierę piłkarską zaczynał jednak dużo dalej od rodzinnego miasta, bo w dawnej stolicy kraju, Lagos, w tamtejszym klubie Julius Berger FC. W barwach tej drużyny zadebiutował w pierwszej lidze w 1993 roku w wieku 17 lat. Zajął z tą drużyną 6. miejsce w lidze. W 1994 roku grał już więcej i powoli stawał się członkiem pierwszego składu. Jego drużyna w ciągu roku zrobiła postęp i zakończyła ligę na 4. miejscu. Rok 1995 był ostatnim w barwach Julius Berger, w barwach którego Lawal w końcu wywalczył miejsce w podstawowej jedenastce i zajął 5. miejsce w lidze. Wraz z końcem roku Garba przeprowadził się do Tunezji zostając piłkarzem stołecznego Espérance Tunis. Od 1996 roku był podstawowym zawodnikiem tego zespołu i w tamtym roku wywalczył 3. miejsce ze swoim zespołem, a w połowie sezonu 1996/1997 w końcu trafił do Europy.

### Holandia
Pierwszym zespołem w europejskim rozdziale kariery Lawala był zespół Eredivisie, Roda JC Kerkrade. W lidze zadebiutował 15 lipca 1997 roku w przegranym 1:3 meczu z FC Twente. Ogółem w całej wiosennej rundzie rozegrał 11 meczów i zdobył 3 gole. Z Rodą zajął 8. miejsce, niezagrożone spadkiem do Eerste divisie oraz 8 maja w Rotterdamie wywalczył Puchar Holandii. Wystąpił w wygranym wówczas 4:2 finale z Sc Heerenveen. W sezonie 1997/1998 Lawal był czołowym pomocnikiem Rody. Rozegrał wszystkie 34 mecze w lidze, każdy z nich rozpoczynając w pierwszej jedenastce, a z 6 golami stał się drugim najlepszym strzelcem klubu z Kerkrade po Bobie Peetersie (11 goli). Roda zdołała jednak zająć dopiero 14. miejsce w lidze. Nieźle natomiast Garba radził sobie ze swoim klubem w Pucharze Zdobywców Pucharów. Zdobył 2 gole w wygranym aż 10:0 meczu z Hapoelem Beer Szewa w 1. rundzie oraz jednego gola w meczu z NK Primorje w 2. rundzie. Ostatecznie holenderski zespół doszedł do ćwierćfinału, w którym został dwukrotnie rozgromiony przez Vicenzę Calcio 1:4 i 0:5. W sezonie 1998/1999 dość niespodziewanie Lawal nie zawsze był podstawowym zawodnikiem i zagrał tylko w 23 meczach Eredivisie, z czego tylko w 13 od pierwszej minuty. Zdobył 2 gole – jednego w meczu z PSV Eindhoven (3:3), a drugiego z Feyenoordem Rotterdam (1:0). W ostatecznym rozrachunku Roda zajęła 5. miejsce w lidze kwalifikując się tym samym do Pucharu UEFA. Kolejny sezon (1999/2000), w którym Roda zajęła 8. miejsce, Lawal wystąpił w 28 meczach i strzelił 3 gole. Dodatkowo wywalczył swój drugi w karierze Puchar Holandii. Kolejny sezon był także całkiem udany zarówno dla Lawala, jak i jego drużyny. Sam zdobył 6 goli (zagrał w 29 meczach), z czego 2 w wygranym 3:2 meczu z RKC Waalwijk i zajął z Rodą wysokie 4. miejsce. Jego klub ustąpił tylko „Wielkiej Trójce”: PSV, Feyenoordowi i Ajaksowi. Sezon 2001/2002 był ostatnim dla Garby w zespole Rody. Roda nie osiągnęła sukcesów – w lidze zajęła słabe 13. miejsce przeinaczając się w ciągu jednego sezonu z czołowej drużyny w średniaka broniącego się przed spadkiem, a w Pucharze UEFA doszła do 1/8 finału, tam przegrywając z Milanem po rzutach karnych.

### Tułaczka po Europie
Latem 2002 Lawalowi skończył się kontrakt z Rodą i podpisał on kontrakt z jednym z najbardziej utytułowanych klubów Bułgarii, Lewskim Sofia. Tam spotkał między innymi swojego rodaka i kolegę z kadry, Justice’a Christophera. W bułgarskiej ekstraklasie pierwsze dwie bramki zdobył w marcu, w wygranym 6:0 meczu z Rilskim Sportistem Samokow. Z Lewskim wywalczy wicemistrzostwo Bułgarii oraz Puchar Bułgarii, ale ogółem pobytu w Sofii nie mógł zaliczyć do udanych. Nie zawsze mieścił się w składzie drużyny, toteż przez cały sezon zagrał tylko w 15 ligowych meczach. Po sezonie opuścił zespół Lewskiego i aż do końca 2003 roku pozostawał bez klubu.
Zimą 2004 niektóre gazety sportowe podały nieprawdziwą plotkę, iż Lawal podpisał kontrakt z zespołem Major League Soccer, Columbus Crew. Ostatecznie jednak został graczem szwedzkiego IF Elfsborg, z którym podpisał 2-letni kontrakt. W Allsvenskan zadebiutował 5 kwietnia w przegranym 1:2 meczu z Örgryte IS. W klubie z Borås, który zajął 9. miejsce w lidze, rozegrał 12 meczów – wszystkie w rundzie wiosennej, a rundę jesienną spędził już poza granicami Szwecji.
Latem 2004 przeszedł do CD Santa Clara, portugalskiego klubu pochodzącego z archipelagu Azorów, grającego w drugiej lidze portugalskiej. Zagrał tam 16 meczów i zaliczył 1 asystę, ale nie pomógł drużynie w awansie do SuperLigi.
W 2005 roku nowym klubem Lawala stał się grecki Iraklis Saloniki. W Iraklisie odzyskał częściowo dawną formę. Miał pewne miejsce na lewej stronie Iraklisu, w którym rozegrał 21 meczów i zdobył jednego gola. Wprowadził swój klub do Pucharu UEFA zajmując z nim 4. miejsce. Latem w pierwszej rundzie tego pucharu Iraklis trafił na Wisłę Kraków i Lawal wystąpił w obu meczach (1:0 dla Iraklisu w Krakowie i 2:0 dla Wisły w Salonikach), jednak „Giraios” nie zdołali awansować do fazy grupowej.

### Azja i powrót do Afryki
W 2007 roku Lawal wyjechał do Azji. W chińskim zespole Changsha Ginde zaliczył jednak tylko trzy spotkania w Chinese Super League i niedługo potem wrócił do ojczyzny. Został piłkarzem swojego pierwszego klubu, Julius Berger F.C. W 2009 roku odszedł do Lobi Stars. W 2010 roku zakończył tam karierę.

### Kariera w liczbach
| Sezon   | Klub             | Kraj       | Rozgrywki               | Mecze | Bramki |
| ------- | ---------------- | ---------- | ----------------------- | ----- | ------ |
| 1993    | Julius Berger FC | Nigeria    | Nigeria Premier League  | ?     | ?      |
| 1994    | Julius Berger FC | Nigeria    | Nigeria Premier League  | ?     | ?      |
| 1995    | Julius Berger FC | Nigeria    | Nigeria Premier League  | ?     | ?      |
| 1995/96 | Espérance Tunis  | Tunezja    | Championnat de Tunisie  | ?     | ?      |
| 1996/97 | Espérance Tunis  | Tunezja    | Championnat de Tunisie  | ?     | ?      |
| 1996/97 | Roda JC Kerkrade | Holandia   | Eredivisie              | 11    | 3      |
| 1997/98 | Roda JC Kerkrade | Holandia   | Eredivisie              | 34    | 6      |
| 1998/99 | Roda JC Kerkrade | Holandia   | Eredivisie              | 23    | 2      |
| 1999/00 | Roda JC Kerkrade | Holandia   | Eredivisie              | 27    | 2      |
| 2000/01 | Roda JC Kerkrade | Holandia   | Eredivisie              | 29    | 6      |
| 2001/02 | Roda JC Kerkrade | Holandia   | Eredivisie              | 30    | 1      |
| 2002/03 | Lewski Sofia     | Bułgaria   | A PFG                   | 15    | 3      |
| 2004    | IF Elfsborg      | Szwecja    | Allsvenskan             | 12    | 0      |
| 2004/05 | CD Santa Clara   | Portugalia | Liga de Honra           | 16    | 0      |
| 2005/06 | Iraklis Saloniki | Grecja     | Alpha Ethniki           | 21    | 1      |
| 2006/07 | Iraklis Saloniki | Grecja     | Alpha Ethniki           | 12    | 0      |
| 2007    | Changsha Ginde   | Chiny      | Chinese Super League    | 3     | 0      |
| 2007/08 | Julius Berger FC | Nigeria    | Nigeria National League | ?     | ?      |
| 2008/09 | Julius Berger FC | Nigeria    | Nigeria National League | ?     | ?      |
| 2009/10 | Lobi Stars       | Nigeria    | Nigeria Premier League  | ?     | ?      |

## Kariera reprezentacyjna
Karierę reprezentacyjną Lawal rozpoczął od występów w młodzieżowej reprezentacji Nigerii U-21. W 1996 roku został powołany do kadry reprezentacji olimpijskiej na Igrzyska w Atlancie. Tam zagrał we wszystkich meczach, także w tych dwóch najważniejszych: w półfinałowym z Brazylią (4:2) oraz finałowym z Argentyną (3:2), wywalczając tym samym z rodakami pierwszy w historii złoty medal w piłce nożnej dla afrykańskiej drużyny.
W 1997 roku Lawal zadebiutował w pierwszej reprezentacji 12 stycznia w meczu z Kenią, zremisowanym 1:1 w Nairobi, rozegranym w ramach kwalifikacji do MŚ 1998.
W 1998 roku został powołany do kadry na Mistrzostwa Świata we Francji. Tam był podstawowym zawodnikiem „Super Orłów”. W pierwszym meczu grupowym z Hiszpanią zdobył gola na 2:2 (był to jego pierwszy gol w kadrze), gdy fatalny błąd popełnił bramkarz Hiszpanów, Andoni Zubizarreta. Nigeria ostatecznie wygrała ten mecz 3:2. Wystąpił także w kolejnych meczach swojej kadry – z Bułgarią (1:0), z Paragwajem (1:3) oraz w 1/8 z Danią (1:4).
W 2000 roku Lawal wziął udział w Pucharze Narodów Afryki w Ghanie. Rozegrał tam 3 mecze i z Nigerią został wicemistrzem Afryki (jego rodacy przegrali w finale po rzutach karnych z Kamerunem). W tym samym roku wziął także udział w swoich drugich w karierze igrzyskach olimpijskich. W Sydney był jednym z dwóch starszych graczy wybranych do kadry i grał na pozycji defensywnego pomocnika. W meczu grupowym z Włochami (1:1) zdobył gola z rzutu karnego. Z Nigerią doszedł do ćwierćfinału – tam jego rodacy odpadli po porażce 1:4 z Chile.
W 2002 roku Garba był członkiem kadry na Puchar Narodów Afryki 2002 w Mali. Tam zagrał we wszystkich meczach i zdobył jednego gola, ale za to zwycięskiego – w 80. minucie ćwierćfinałowego meczu z Ghaną. Z Nigerią zdobył brązowy medal po wygraniu meczu o 3. miejsce z gospodarzami, Mali. W tamtym roku był też członkiem 23-osobowej kadry powołanej przez Festusa Onigbinde na MŚ 2002. Na boiskach Japonii pojawił się w pierwszym meczu z Argentyną (0:1), ale po słabym występie został odsunięty od kolejnych meczów i więcej się w tym turnieju nie pojawił na boisku, a Nigeryjczycy i tak odpadli już po fazie grupowej.
W 2004 roku dość niespodziewanie został powołany na swój trzeci w karierze turniej o Puchar Narodów Afryki, tym razem na PNA w Tunezji, pomimo tego, że pozostawał przez pewien okres bez przynależności klubowej. Był jednak jednym z najlepszych zawodników swojej reprezentacji w tym turnieju. Zdobył jednego gola – w grupowym meczu z Beninem (2:1) i zdobył brązowy medal po wygraniu 2:1 przez „Super Orły” meczu o 3. miejsce z Mali.
W 2006 roku jako gracz Iraklisu zaliczył swój czwarty kolejny turniej o Puchar Narodów Afryki i ponownie zajął w nim 3. miejsce ze swoimi rodakami. Na turnieju rozgrywanym w Egipcie był jednak rezerwowym i zagrał w 4 meczach, ale tylko w jednym od pierwszej minuty – zwycięskim, dającym Nigeryjczykom 3. miejsce. Zdobył w nim jedynego gola spotkania z Senegalem.

## Sukcesy
- Złoty medal IO: 1996
- Udział w IO: 1996, 2000
- Udział w MŚ: 1998, 2002
- Srebrny medal PNA: 2000
- Brązowy medal PNA: 2002, 2004, 2006
- Puchar Holandii: 1997, 2000 z Rodą
- Wicemistrzostwo Bułgarii: 2003 z Lewskim
- Wicemistrzostwo Tunezji: 1996 z Esperance